# (10761) Lyubimets
(10761) Lyubimets (1990 TB4) – planetoida z pasa głównego asteroid okrążająca Słońce w ciągu 4,18 lat w średniej odległości 2,59 j.a. Odkryta 12 października 1990 roku.